# Céramique attique à figures noires
Pour un article plus général, voir Céramique à figures noires.
Sauf précision contraire, les dates de cet article sont sous-entendues « avant l'ère commune » (AEC), c'est-à-dire « avant Jésus-Christ ».
 (janvier 2025).

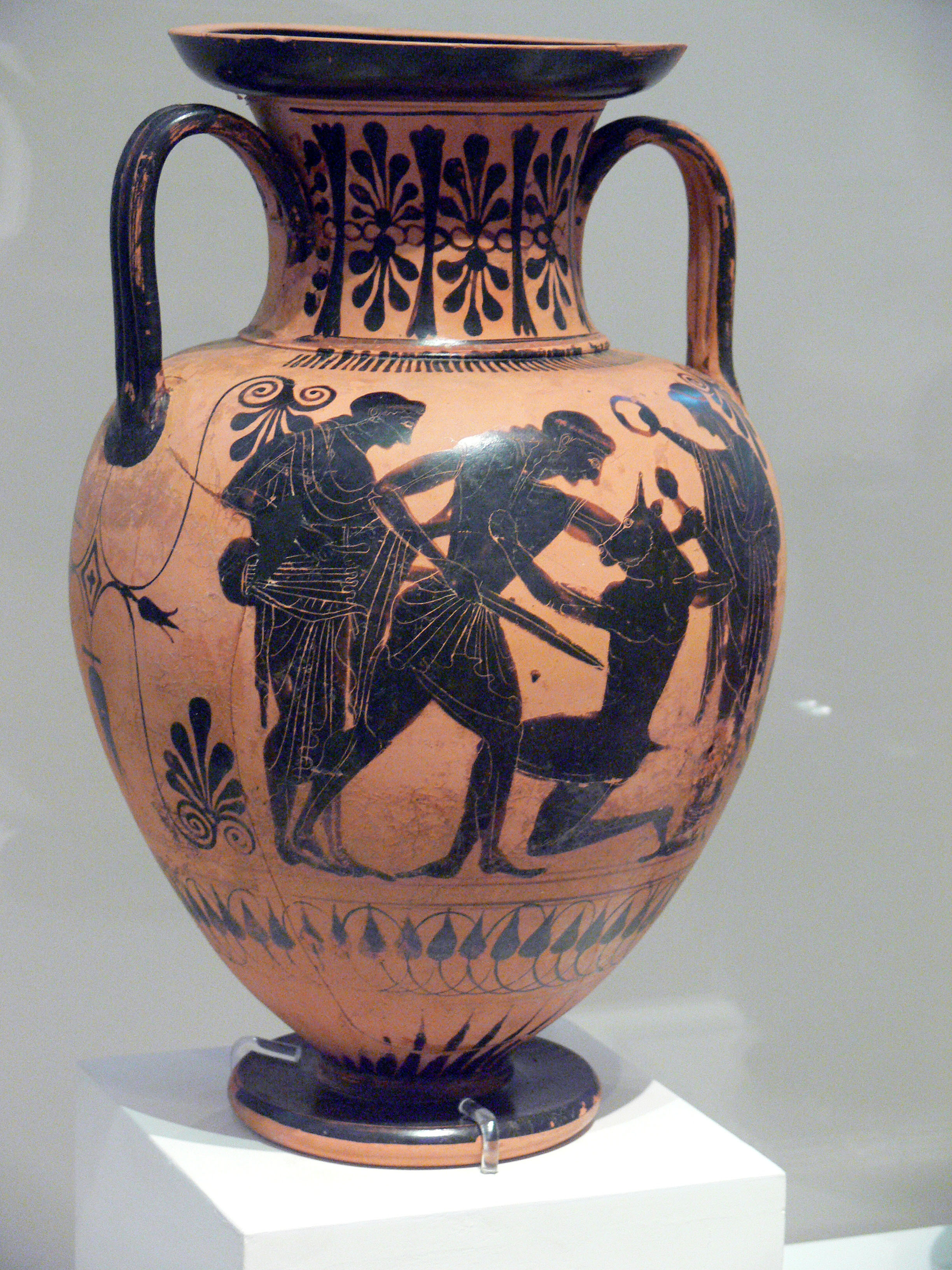
Thème mythologique de la Mort du Minotaure

La céramique attique à figures noires désigne une production de céramique d'Athènes et de sa région, entre le début du VIIe siècle et la fin du VIe siècle av. J.-C. Elle est approximativement suivie par la céramique attique à figures rouges.
Dans cette technique, les figures se détachaient en noir sur un fond clair. La couleur de fond était soit celle, naturelle, de l'argile utilisée, soit celle d'un engobe clair.
La teinte noire était révélée lors de la cuisson en réduction de la pièce.

## La première période (633-570av. J.-C.)
C'est dans les années 630 que l'on voit apparaître les premiers peintres athéniens utilisant la figure noire pour l'ensemble d'un vase. Athènes importe de Corinthe la technique de la figure noire et avec elle les frises animales, dominant à Corinthe.
C'est aussi l'influence de Corinthe qui introduit à Athènes de nouvelles formes de vases (coupe, cratère) mais aussi des frises narratives. À la fin de cette période (635-570), la représentation de frise animale touche à sa fin.

### Le peintre de Nessos

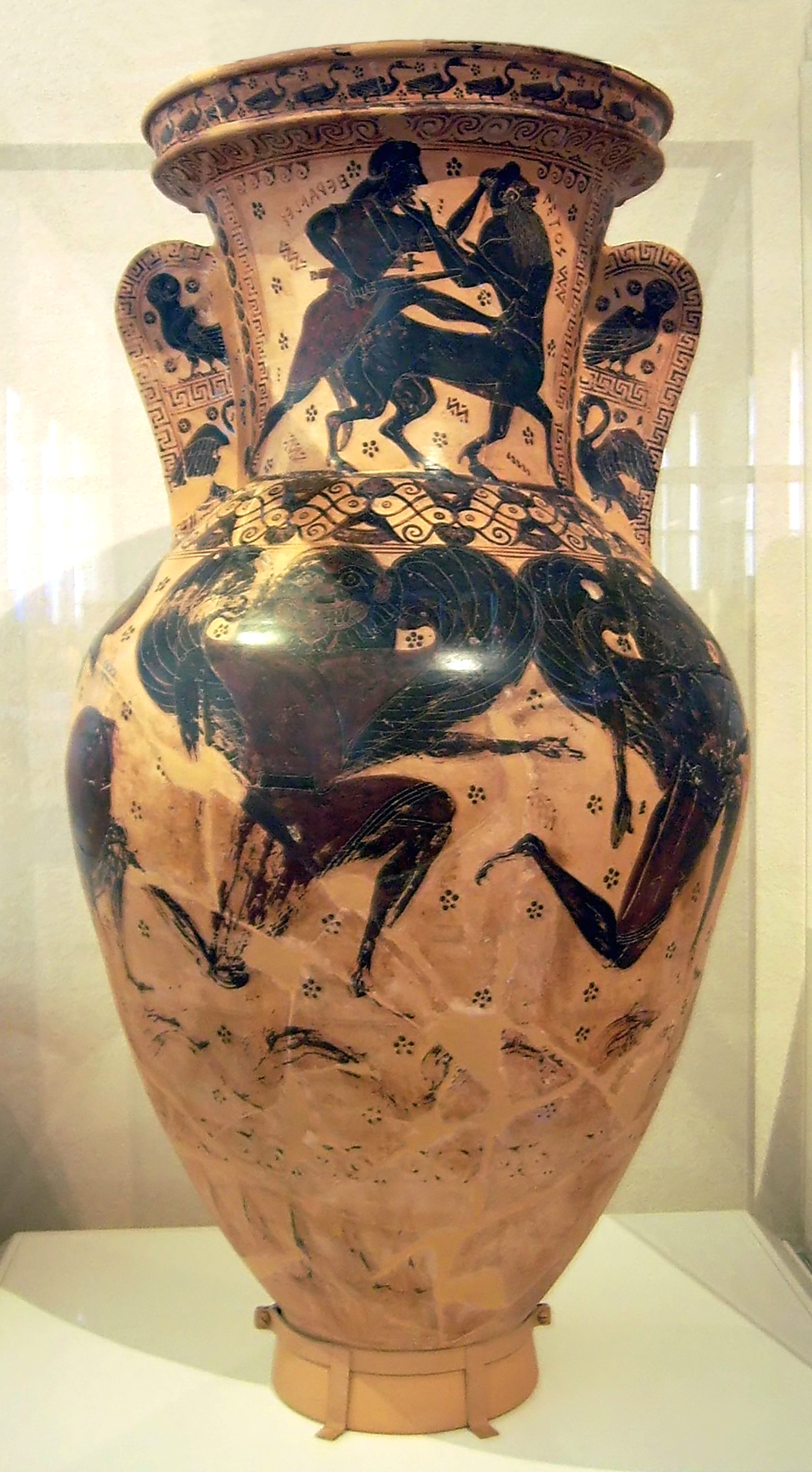
L'amphore Peintre de Nessos (Musée national archéologique d'Athènes).

Le peintre de Nessos tire son nom de l'amphore à col éponyme « Peintre de Nessos », qui représente des Gorgones et sur le col un combat entre Héraclès et Nessos. Ce peintre illustre assez bien le passage à la figure noire (tout comme son ainé le peintre de Berlin). Il utilise encore un dessin pour le contour - visage de femmes, dents de lion, entre autres - mais développe aussi des lignes incisées (double ou triple). Il utilise peu le blanc, parfois pour la peau des personnages féminins, en revanche il fait un grand usage du rouge pour de larges surfaces. Le peintre de Nessos sut marier les meilleurs traits de la tradition athénienne avec les nouveaux sujets et techniques de Corinthe. L'amphore « Peintre de Nessos » est le meilleur exemple de sa production.

### Le peintre de la Gorgone

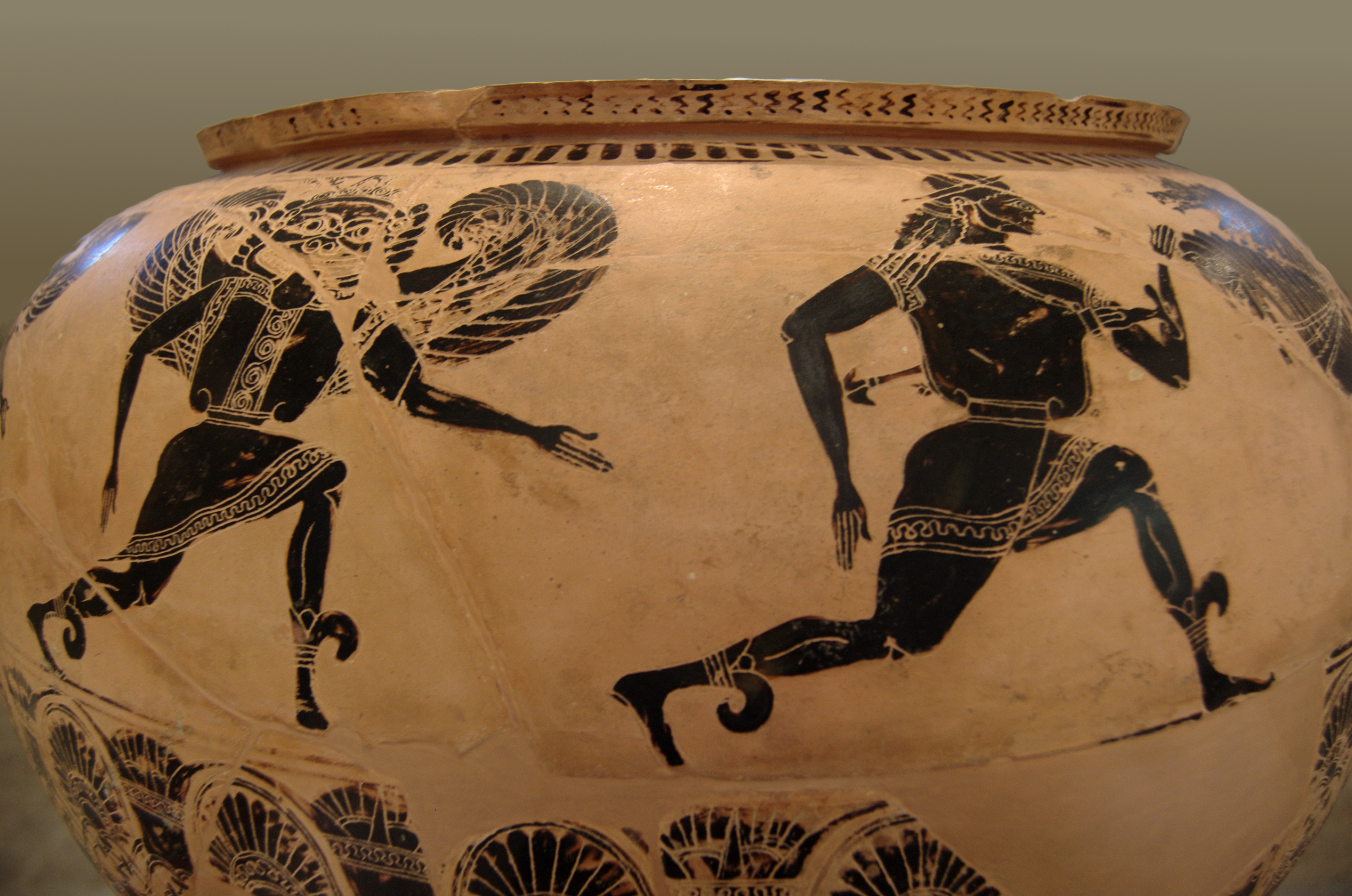
Dinos du Peintre de la Gorgone.

Les premières années du VIe siècle av. J.-C. sont une révolution pour le quartier des potiers à Athènes ; de plus ces vases commencent à jouir d'une certaine diffusion.
Le peintre de la Gorgone (600, env. 580) est le successeur le plus productif du peintre de Nessos. Il peint peu de figures mythologiques et humaines, auxquelles il préfère les animaux (en frise ou non). Ceux-ci sont exécutés dans un style minutieux (par exemple les lions sont caractéristiques : museau carré, mèches hachurées, etc.). Les figures humaines qu'il peint sont assez raides ; c'est pourtant sur un de ses vases (vase éponyme) que l'on peut voir la première scène entièrement figurée[pas clair] : il s'agit d'un Combat de Gorgones poursuivant Persée.
Le peintre de la Gorgone reste encore soumis aux traits picturaux de Corinthe.

### Sophilos

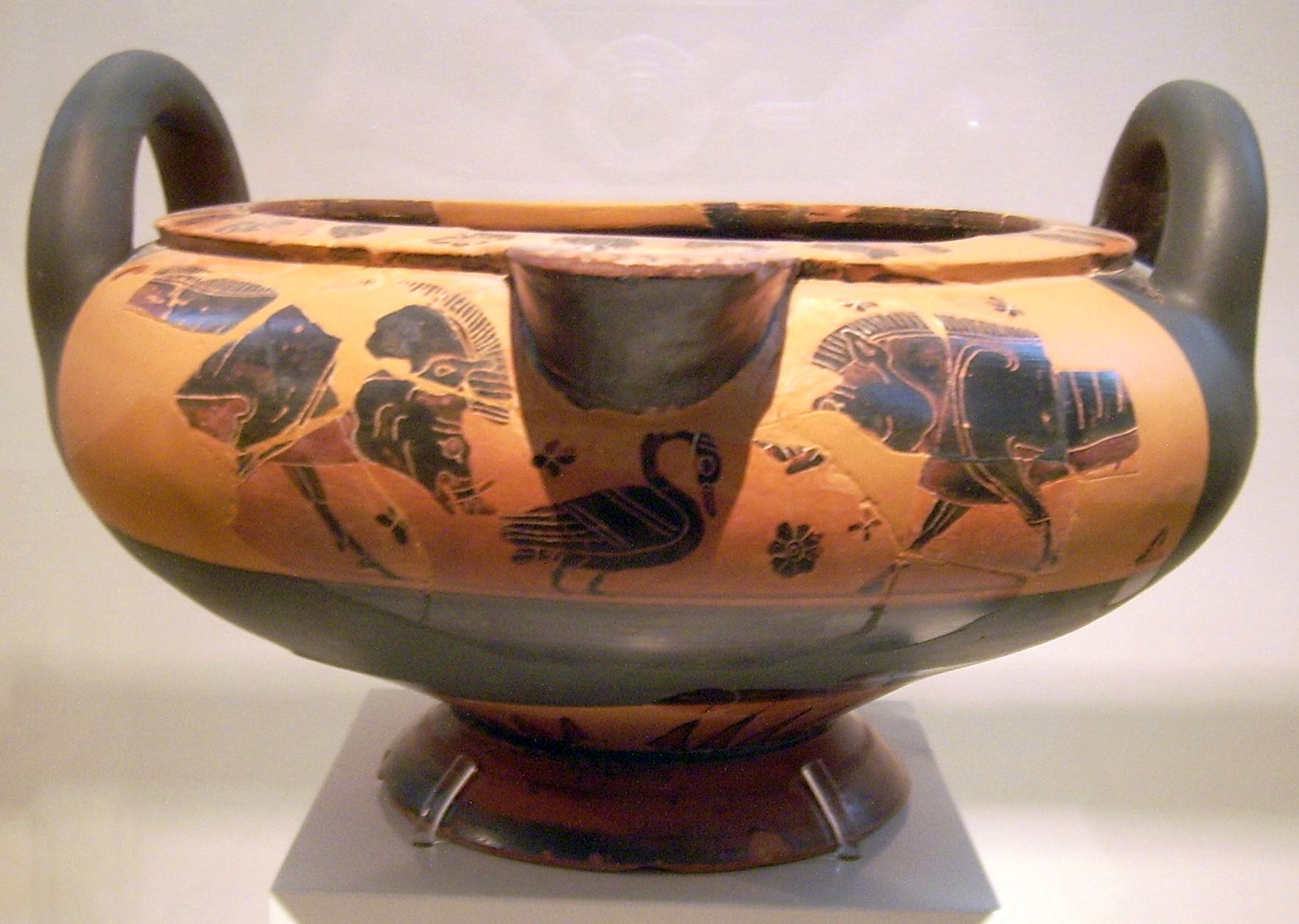
Louterion de Sophilos.

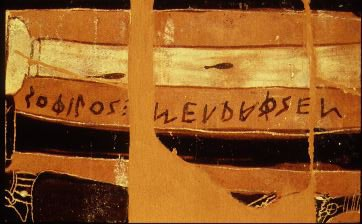
Signature de Sophilos.

Sophilos est le dernier de cette génération et aussi le premier à signer ses vases (trois vases peints, un comme potier). Il s'intéresse plus aux scènes mythologiques que ses prédécesseurs, cependant ses vases ressemblent à ceux du peintre de la Gorgone. Son style ambitieux est tout de même moins précis.

## De 575 à 550av. J.-C.

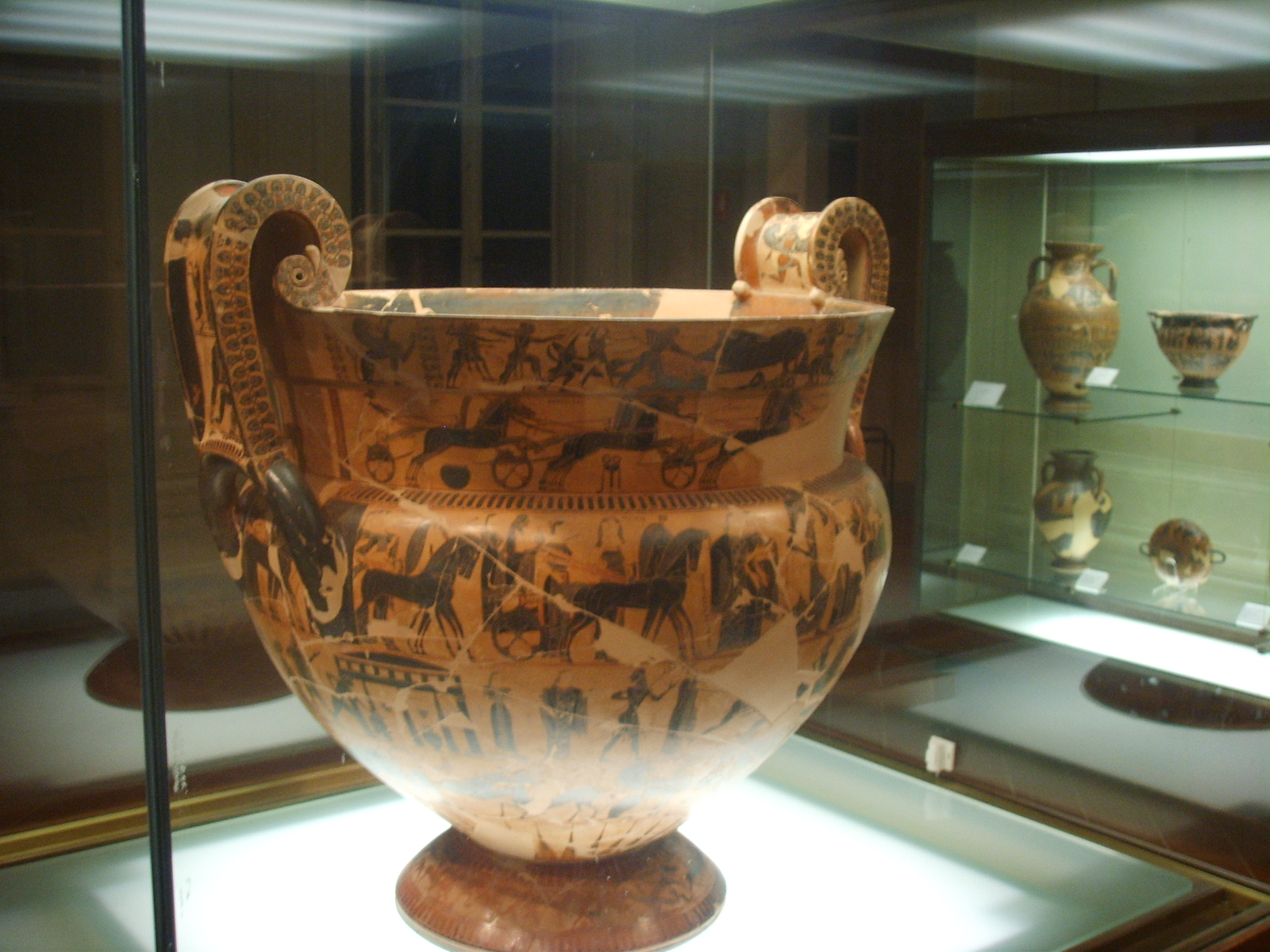
Le Vase François, Kleitias

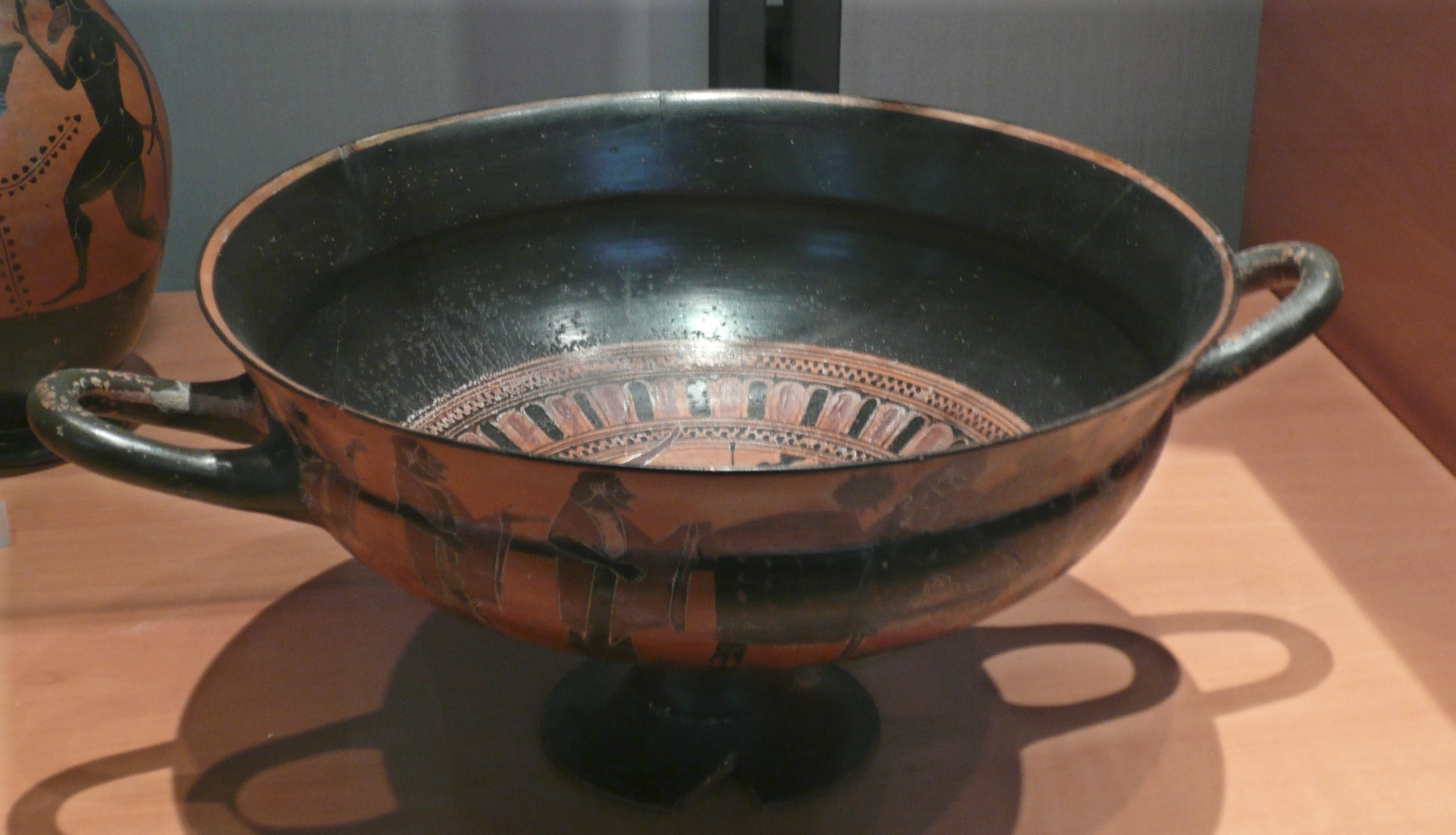
Coupe à anses Siana

C'est durant cette période que la représentation de scène mythologique et humaine devient la préoccupation des meilleurs peintres (les frises animales sont reléguées au second plan).
Les peintres de Coupes, en remplaçant les figures animales par des figures anthropomorphes, sont l'étape entre le peintre de la Gorgone et Sophilos. Le chef-d'œuvre de cette période (575-550) est le Vase François.

### Coupes de Siana
Elles bénéficient d'une large diffusion dans le monde panhellénique. Les principaux peintres sont : le Peintre C (pour corinthianisant) et le peintre d'Heidelberg qui témoigne d'un degré de maîtrise supérieure au peintre C.

### Kleitias
On peut trouver quelque ressemblance entre son œuvre et celle des meilleures pièces du peintre C mais son style est beaucoup plus minutieux. Il a par exemple une bonne maîtrise des couleurs et des détails. Les effets d'ensemble sont par ailleurs très bien réussis, tout comme le rendu des émotions. L'utilisation du blanc et du dessin de contour en font l'héritier des peintres de la Gorgone et de Sophilos.
Il travaille principalement avec le potier Ergotimos. C'est d'ailleurs avec lui qu'il signe le Vase François dans une forme nouvelle : le cratère à volutes. Ce vase est le chef-d'œuvre de cette époque ; les frises animalières ont pratiquement disparu, elles sont remplacées par des scènes mythologiques d'une grande variété.

## Du milieu et de la fin duVIesiècleav. J.-C.
Trois artistes dont la carrière s'étend de -565 à -525, donc jusqu'aux débuts de la figure rouge, représentent l'apogée de la figure noire athénienne (au niveau esthétique et technique).
Ces artistes sont Lydos, Amasis et Exékias.

### Lydos

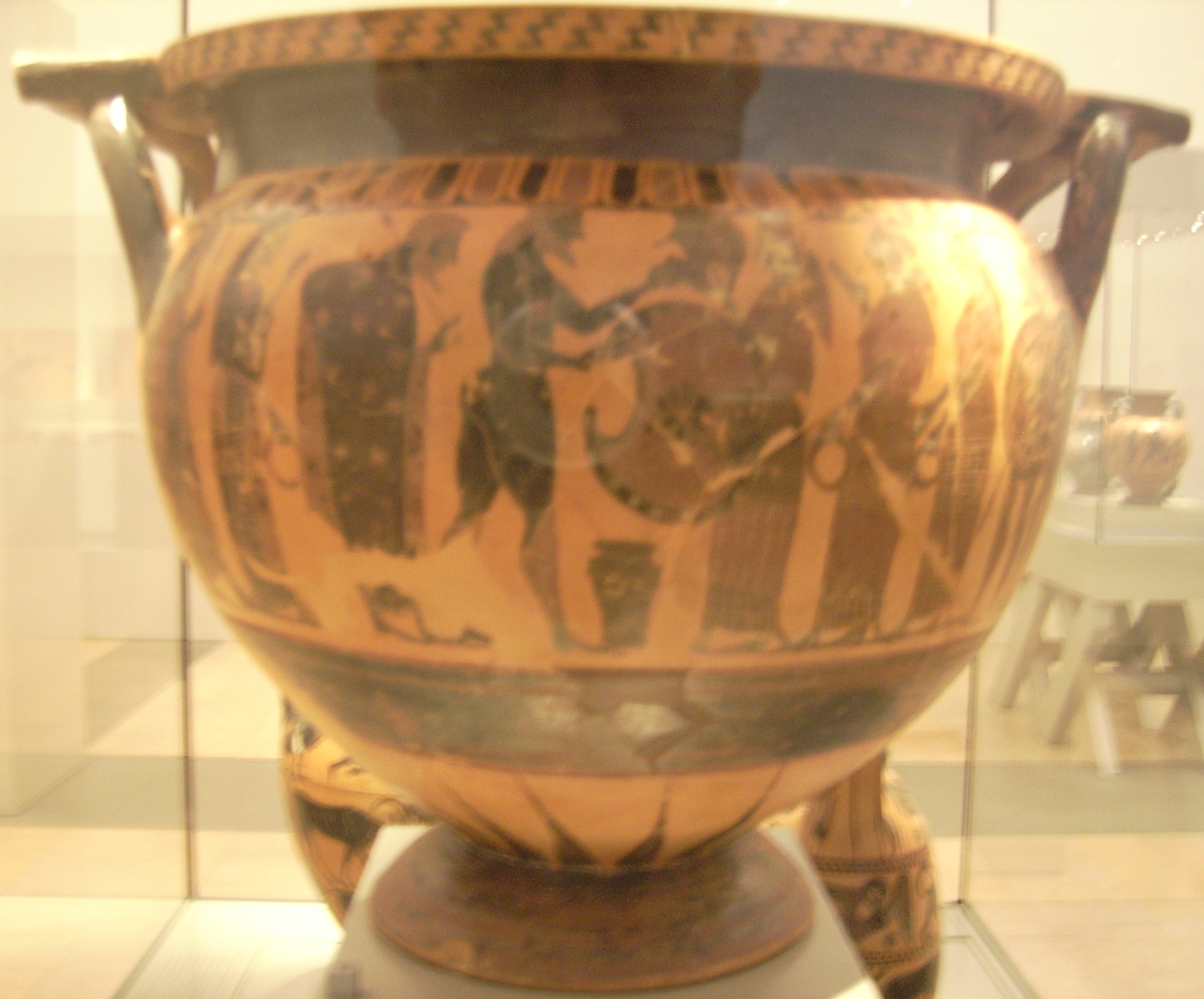
Vase de Lydos

Nous[Qui ?] disposons de deux vases signés ho Lydos (« le Lydien »). Malgré ces origines il est fort probable qu'il soit né à Athènes. Son œuvre fait partie d'un vaste groupe de vases, homogène au niveau stylistique, dont il est difficile d'extraire son œuvre personnelle ; on[Qui ?] suppose que ces vases sont la production d'un atelier où les conventions stylistiques ont été définies par le Lydien.
La production dans le style du Lydien est très inégale mais dure assez longtemps.

### Le peintre d'Amasis

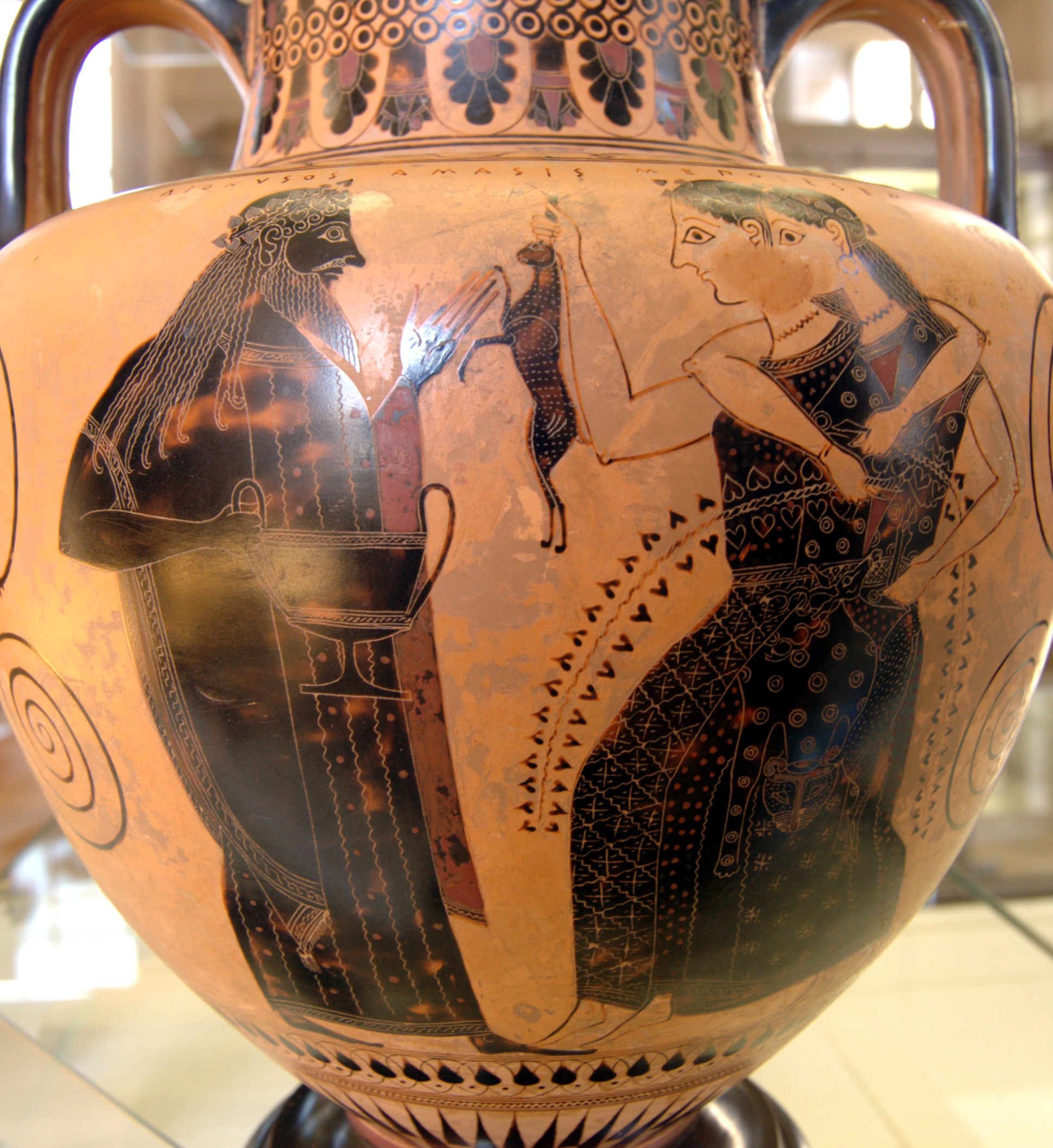
Dionysos et les ménades, d'Amasis, bnf 222.

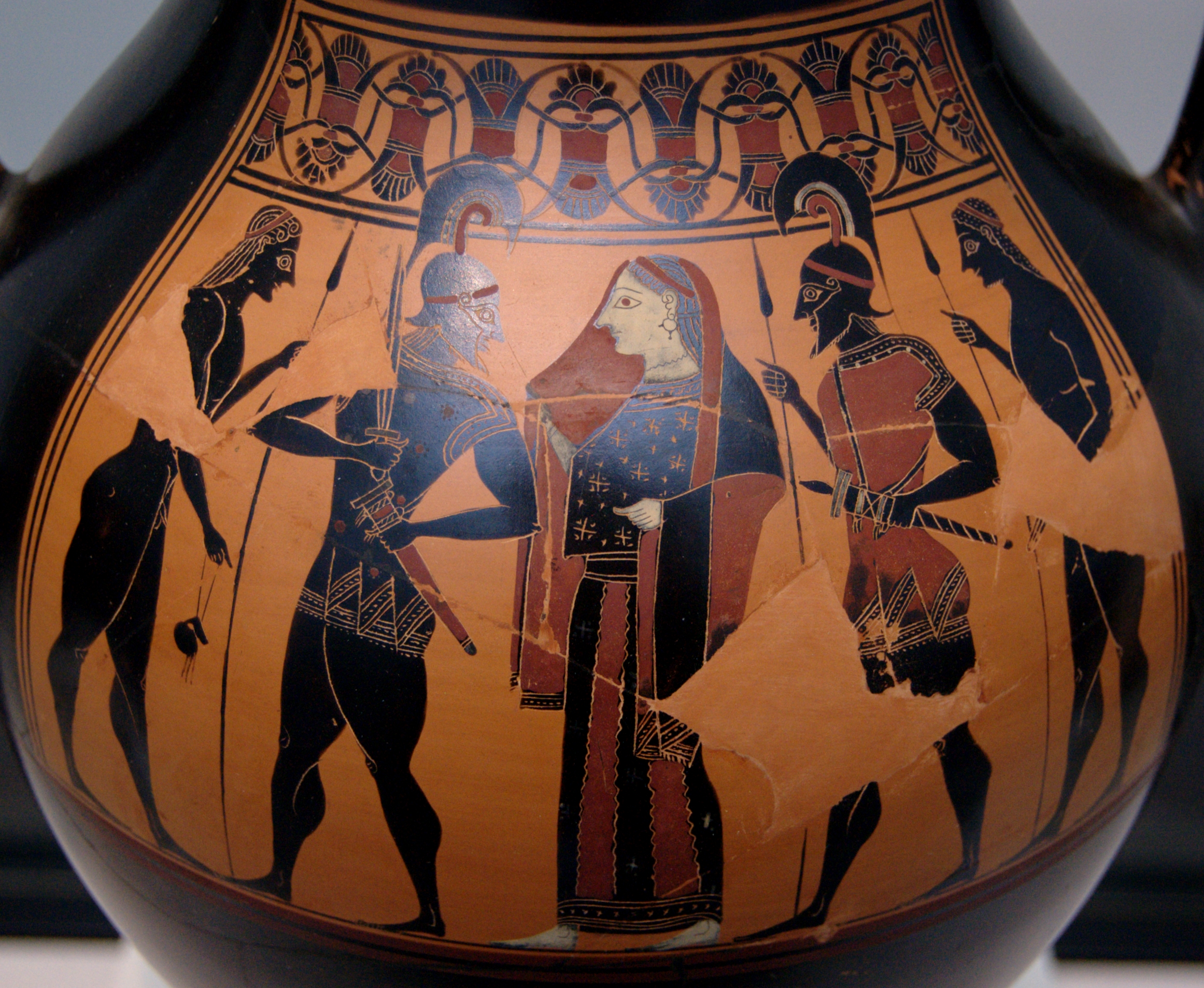
Hélène et les ménades, d'Amasis.

Le peintre d'Amasis est délicat autant dans le trait que dans l'esprit, ce qui le met en contraste avec Lydos, mais aussi avec la dignité d'Exékias. Son style est à part dans la figure noire attique mais on peut voir des affinités avec les peintres de coupes de Siana (surtout Heidelberg).
Il réalise des poteries, en tant que potier, et signe huit vases à figures noires en tant que peintre. Amasis est original tant dans ses œuvres de poteries que dans ses peintures (cela est peut-être dû à ses origines orientales : Amasis est un nom égyptien).
Les spécialistes arrivent à reconstituer son évolution picturale, ses premiers lécythes se rapprochent des peintres des coupes de Siana. Il affectionne particulièrement les personnages drapés qui portent des tissus sans plis, puis à plis plats et anguleux (dit Lycien) et enfin à plis sinueux : sa carrière recouvre cette importante évolution stylistique. Les détails des nus féminins sont dessinés au trait plutôt que blanc sur noir (il ne se laisse pas pour autant emporter par la vogue des détails anatomiques). Il fait un grand usage des pointillés et son utilisation de la couleur ne manque pas d'originalité ; il était par ailleurs fasciné par les armures et boucliers.
Ses figures ont des membres et des contours délicats. Au départ figées, elles donnent ensuite une constante impression de mouvement. Dionysos est sa représentation favorite. Il est aussi l'un des premiers peintres à introduire une certaine complexité dans les représentations de la vie quotidienne.
Il influence plus les peintres de figures rouges que ses confrères de figures noires.

### Exékias

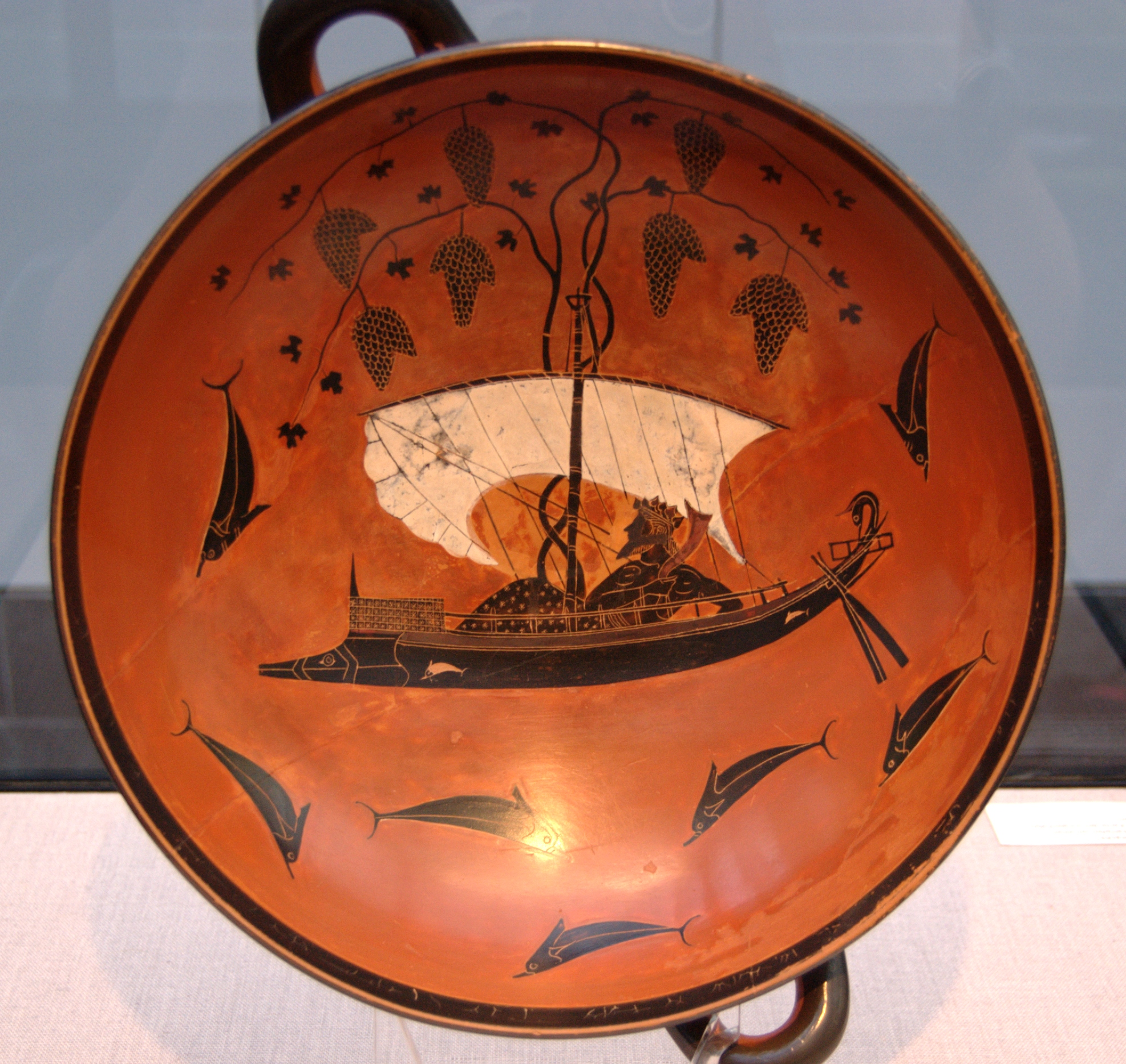
Exékias.

#### Groupe E
« Le groupe E (...) est un groupe important et cohérent, très étroitement lié à l'œuvre du peintre Exékias, bien qu'antérieur (...) à la plupart des vases qu'on lui attribue (...). Les œuvres du Groupe E sont à la source du travail d'Exékias(...)[réf. incomplète] »

C'est le groupe E que les peintres de la deuxième moitié du siècle (dont Exékias) ont suivi, plutôt que Lydos ou le peintre d'Amasis. Le Groupe E marque une rupture avec la tradition lydienne des années 550, dans les formes employées (domination de l'amphore à panse, émergence du type A et désintérêt pour les petits vases) mais aussi dans le style (néanmoins son style n'a pas la monumentalité de celui d'Exékias).
L'importance de premier ordre d'Exékias dans l'histoire du vase est due à ses talents de peintre tout autant qu'à ses talents de potier.
On[Qui ?] peut présumer qu'il est à l'origine de l'essor de l'amphore de type A, il est probablement aussi l'inventeur du cratère en calice (le premier qui nous soit parvenu est de sa main).
Son activité de peintre est limitée dans le temps, elle correspond au troisième quart de VIe siècle av. J.-C. Il ne fait aucune concession à l'émergence de la peinture à figures rouges, mais les premiers peintres à figures rouges ont travaillé à sa manière.
Exékias apportait beaucoup de soin à l'exécution de ses figures, qui faisaient preuve d'une grande habileté. Mais le caractère le plus marquant de son œuvre est la majesté quasi-monumentale qu'il sut donner à ces figures, cela est dû à la verve et l'originalité de ses compositions.
 Il est, par exemple, le premier à représenter Dionysos en train de traverser tout l'espace d'un fond de coupe. Ses héros et ses chevaux ont une indéniable dignité. Il est enfin le premier à introduire la présence divine dans tous les domaines de la pensée et de l'activité humaine.

### Les petits maîtres
Les peintres de Siana étaient au sommet de leur art quand leurs figures recouvraient le plus d'espace possible, au contraire leurs successeurs, les petits maîtres font preuve d'un esprit minimaliste : leurs décors prennent place dans des frises étroites, cela sur des vases aux nouvelles formes très élégantes.

## La période de cohabitation avec la figure rouge
En 530 est inventée la figure rouge, certainement par le peintre d'Andokidés, celui-ci peignit aussi en figure rouge et parfois faisait cohabiter les deux styles sur le même vase, comme d'autres peintres « bilingues » de cette période. Il y aura, durant cette période (530-490), des influences des différentes techniques entre elles. Il reste, malgré l'invention de la figure rouge, des peintres de qualité qui pratiquent la figure noire.

### Vases bilingues

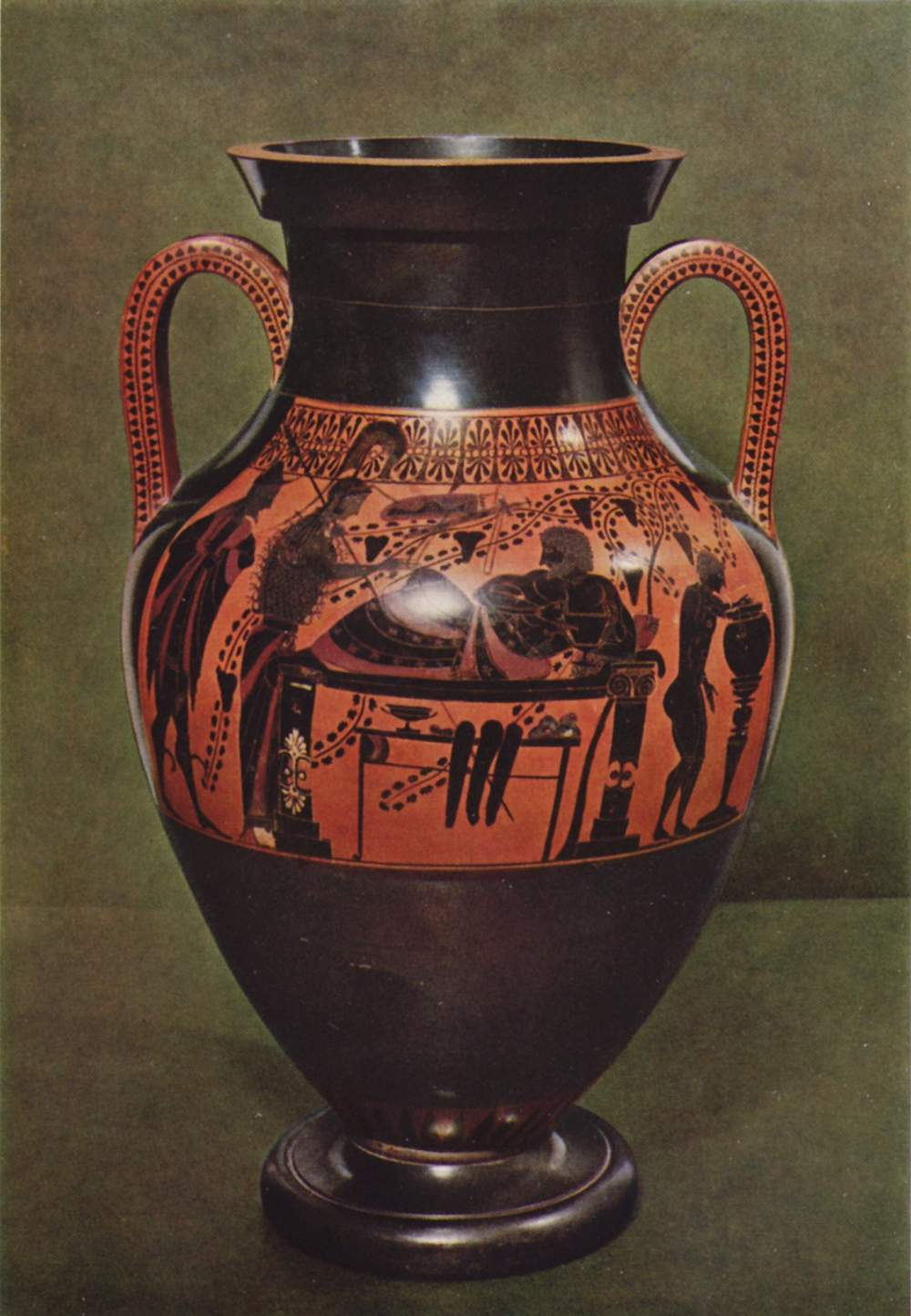
Andokidès, côté figure noire de Athéna et Héraclès

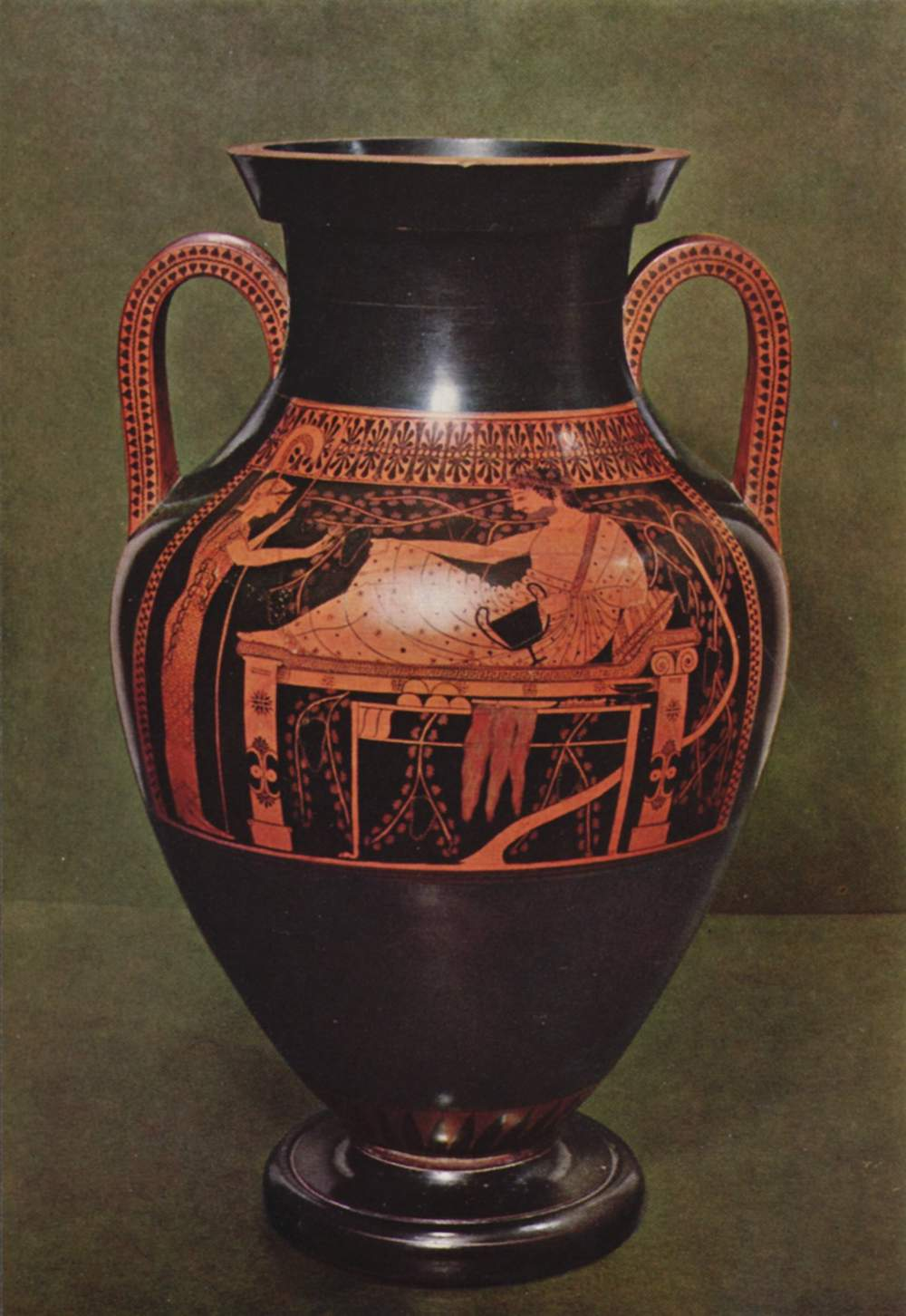
Andokidès, côté figure rouge de Athéna et Héraclès

### Antiménès et le groupe de Léagros

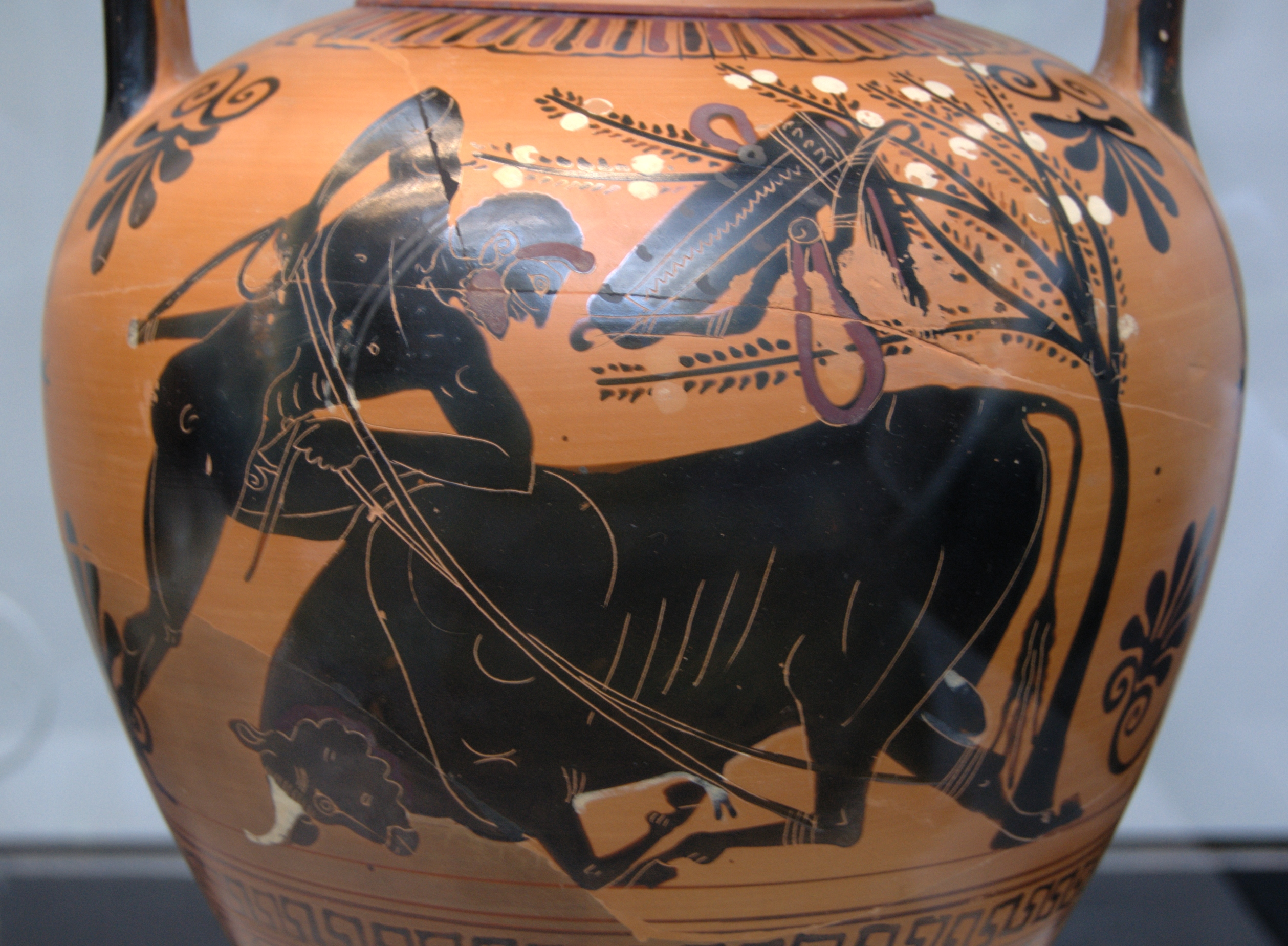
Antiménès, Héraclès.

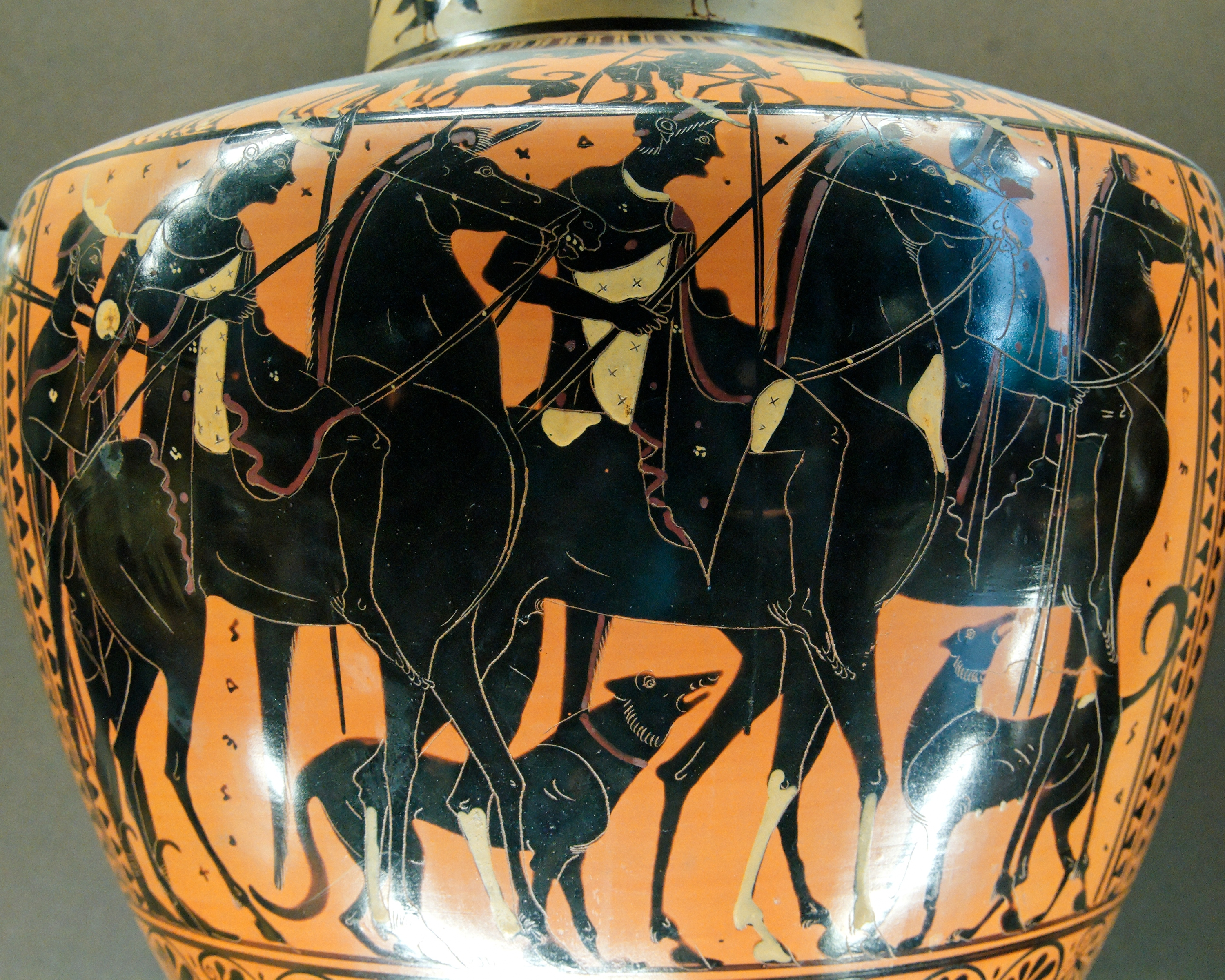
Groupe de Leagros.